# Quarta Lega (hockey su ghiaccio)
La Quarta Lega di hockey su ghiaccio svizzero è l'ultimo livello su una scala di 6. Essa è gestita dalle autorità regionali dell'hockey su ghiaccio.

## Storia

### Denominazioni
- dal 1985: Quarta Lega